# Astralprojektion
|  | Sammenskrivningsforslag Artiklerne Sjælerejse, Astralprojektion er foreslået sammenskrevet. (Siden februar 2024) Diskutér forslaget |

Astralprojektion eller astralrejse er et moderne okkult begreb, der betegner et fænomen, hvor bevidstheden oplever at forlade det fysiske legeme og bevæge sig ind i en såkaldt astral sfære. Begrebet stammer fra den moderne teosofi og okkultisme, hvor det hænger sammen med en forestilling om, at der findes et såkaldt astralplan.  
Den tidligste dokumenterede brug af begrebet findes i de værker, som er skrevet af det 19. århundredes okkultist Éliphas Lévi, og senere overtages og udbredes begrebet af 20. århundredes store okkulte forfattere som Helena Blavatsky, Aleister Crowley, og Dion Fortune. Begrebet kan siges at tilhøre okkultismen og den esoteriske åndsvidenskab og må ikke forveksles med tanker og ideer fra traditionelle religiøse, spirituelle og kulturelle traditioner,  

## Hovedtræk
Det astrale plan er et begreb inden for Teosofien og visse andre okkulte traditioner, der beskriver en ikke-fysisk dimension eller virkelighed, som menes at eksistere parallelt med den fysiske verden. Ifølge disse traditioner består det astrale plan af en form for "astral energi" eller "astralt stof", der er mere foranderligt og mindre materielt end den fysiske materie. Indenfor moderne okkultisme, som f. eks teosofi, tror mange at det såkaldte astrallegeme bevæger sig på et indre eller højere astralplan. Ud af kroppen-oplevelse er en betegnelse der kan bruges om dette. 
Der findes forskellige teknikker, der angiveligt kan føre til oplevelsen af astralprojektion, dels gennem drømmestadiet, dels gennem meditative teknikker og trance fremkaldt af f.eks. trommespil eller brug af specielle typer euforiserende stoffer.

## Forskel til sjælerejser
Begrebet astral projektion må ikke forveksles med begrebet sjælerejser, der har en lang historie og er en del af mange kulturelle og religiøse traditioner som f.eks. shamanisme og sufisme. Begrebet astral projektion stammer kun fra Teosofien og andre moderne esoteriske og okkulte traditioner, hvor det hænger sammen med en tanke om det såkaldte "astrale plan", der ikke er en del af tidlige religioner og kulturer. Begrebet sjælerejser henviser til en erfaring af at møde sjælen, der ikke er en del af tanken om astralprojektion.